# Distrito de Rheintal
El distrito de Rheintal es uno de los ocho distritos del cantón de San Galo, Suiza. Tiene una superficie de 138,37 km². "Rheintal", en suizo alemán, significa valle del Rin. El distrito (Wahlkreis) de Rheintal está formado bajo la nueva Constitución del cantón del 10 de junio de 2001. Está formado en gran medida por los anteriores distritos de Oberrheintal y Unterrheintal. El Wahlrkreis abarca casi toda la región de Vogtei Rheintal y más tarde el distrito de Rheintal. Tiene una superficie total de 138,37 km² y una población total, a fecha diciembre de 2008, de 65.889 habitantes, con una densidad de 476,2 habitantes por km². Está formado a su vez por 13 municipios o "comunas", que son las siguientes:
| Escudo         | Nombre del municipio | Población | Área en km² |
| -------------- | -------------------- | --------- | ----------- |
| Altstätten     | Altstätten           | 10777     | 39.11       |
| Au             | Au                   | 6757      | 4.69        |
| Balgach        | Balgach              | 4247      | 6.52        |
| Berneck        | Berneck              | 3548      | 5.63        |
| Diepoldsau     | Diepoldsau           | 5778      | 11.23       |
| Eichberg       | Eichberg             | 1377      | 5.43        |
| Marbach        | Marbach              | 1902      | 4.42        |
| Oberriet       | Oberriet             | 8033      | 34.51       |
| Rebstein       | Rebstein             | 4251      | 4.26        |
| Rheineck       | Rheineck             | 3282      | 2.18        |
| Rüthi          | Rüthi                | 1991      | 9.34        |
| St. Margrethen | St. Margrethen       | 3282      | 6.85        |
| Widnau         | Widnau               | 8482      | 4.20        |
|                | Total (13)           | 65889     | 138.37      |

- Datos: Q188220
- Multimedia: Rheintal (Wahlkreis) / Q188220